# Guitare portugaise
La guitare portugaise (en portugais du Portugal : guitarra portuguesa) est un instrument de musique à cordes pincées qui descend de la guitare anglaise (elle-même dérivée du cistre), et qui s'apparente aux mandolines que la musique choro utilise. Elle est le principal instrument des solistes de fado, mais elle permet aussi de s'exprimer à des musiciens d'autres écoles ou genre musicaux. 
Il existe deux modèles principaux de guitares portugaises : la guitare de Lisbonne — dont la tête se termine par une volute (caracol, escargot)— et la guitare de Coimbra dont l'extrémité de la tête s'orne d'une sorte d'écu (Lágrima, larme)

## Vocabulaire
Le portugais possède plusieurs mots pour désigner les instruments à cordes de la famille des guitares et ceux-ci sont parfois utilisés de manière légèrement différente d'une région lusophone à une autre,.
Le mot guitarra désigne par exemple la guitare électrique en portugais du Brésil.

## Lutherie

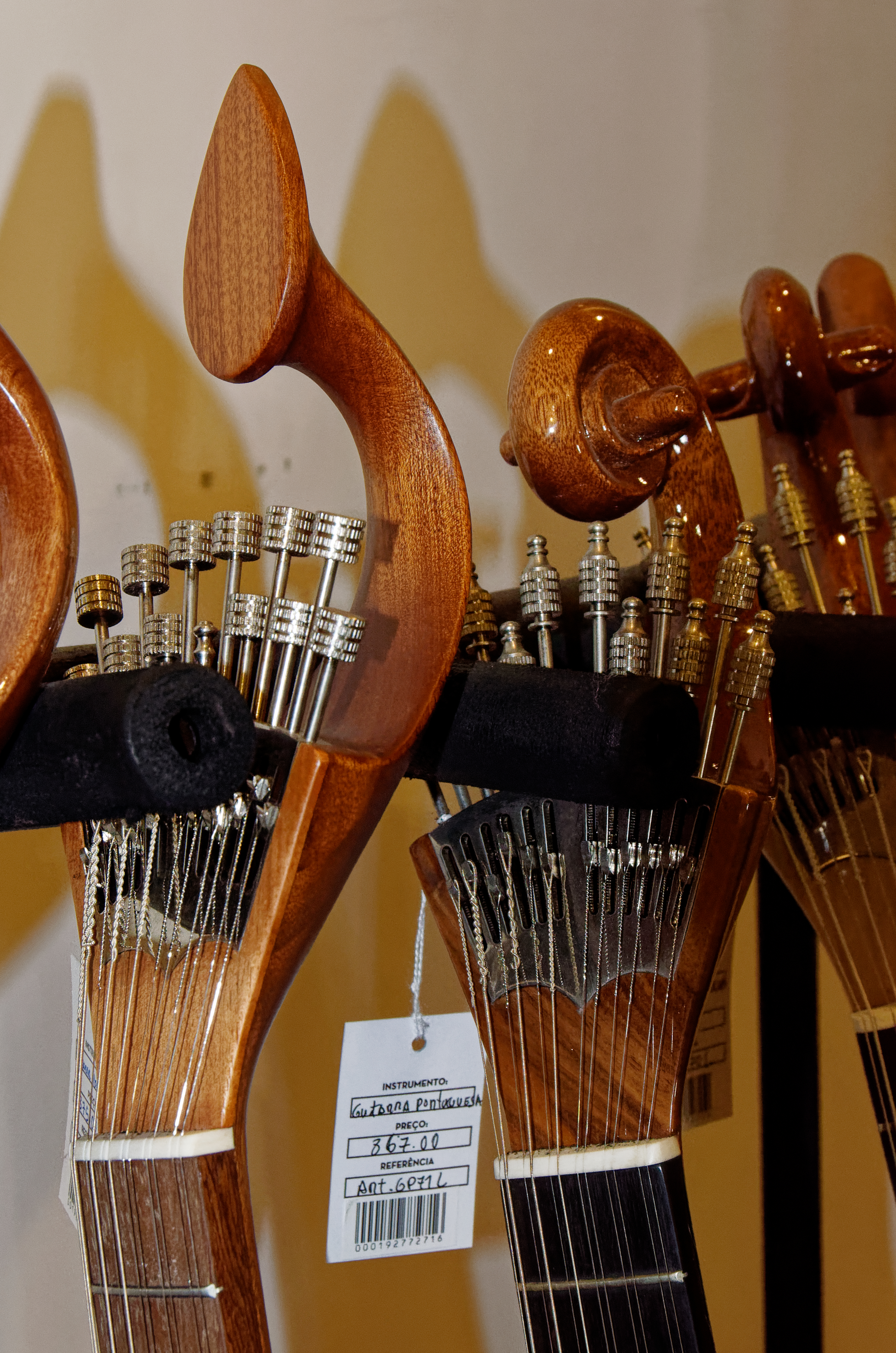
Têtes de guitares portugaises

Elle possède douze cordes métalliques distribuées deux par deux. Les cordes sont posées sur un chevalet mobile qui transmet les vibrations à la table légèrement convexe de l'instrument.
C'est un des rares instruments à comporter des mécaniques Preston.

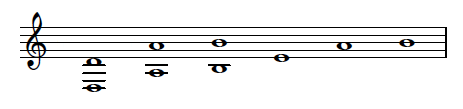
Accordage de Lisbonne

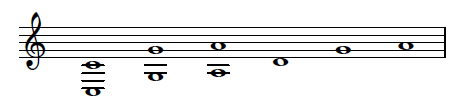
Accordage de Coimbra

## Les artistes
- Ricardo Araújo
- Pedro Caldeira Cabral (pt)
- Carlos Gonçalves
- Carlos Paredes
- Marta Pereira da Costa (pt)
- Flávio Rodrigues da Silva (pt)
- Amália Rodrigues